# Smedsäng
Smedsäng är en liten by vid Ålboån i Hedesunda socken, Gävle kommun. Vid Smedsäng hade Ålbo by sin kvarn och sin enbladiga såg som drevs med vattenkraft från Ålboån. Stig Andersson, Ålbo tror att vattenkraften i Ålboån utnyttjats åtminstone från 1600-talet. Källa: Sågverk i Hedesunda, 1974, av Anders Käller med uppgifter från Stig Andersson, Ålbo.
Brukspatronerna på Gysinge körde nöjesturer hit med sina hästskjutsar och vände här. 1900–1964 fanns en hållplats här vid Smedsängs station vid Sala-Gysinge-Gävle järnväg. Smedsäng var den 1:a klass station vid banan som gav den lägsta lönsamheten. Ett postkontor fanns i stationsbyggnaden, men några kolbryggor eller liknande byggdes aldrig, endast en lastkaj för två vagnar. I samband med ombildandet av bolaget 1913 drogs stationsvaktartjänsten in och ersattes av en banvakt. 1922 byggdes stationshuset om och fick två lägenheter, av vilka banvaktaren flyttade in i den ena.